# I 100 migliori artisti secondo Rolling Stone
La lista dei 100 migliori artisti secondo Rolling Stone (in inglese 100 Greatest Artists of All Time), nota anche come The Immortals e The New Immortals è un elenco pubblicato dalla rivista specializzata statunitense Rolling Stone nel 2004-2005, e aggiornato nel 2011 in edizione speciale.
La lista è stata pubblicata tra il 2004 e il 2005, per celebrare i "primi 50 anni del Rock & Roll" (mezzo secolo prima Elvis Presley era entrato ai Sun Studios per incidere That's All Right). È stata redatta sulla base delle opinioni di musicisti, autori e personalità dell'industria musicale, e si concentra sulla cosiddetta "rock & roll era".
La pubblicazione comprende anche commenti scritti dagli artisti riguardo al collega selezionato (ad esempio Elvis Costello sui The Beatles, Janet Jackson su Tina Turner, Lou Reed su David Bowie, Elton John su Eminem e così via).
Sin dalla sua pubblicazione, la lista è stata citata, commentata o criticata da centinaia di pubblicazioni specializzate e generaliste.

## Metodo
La lista è basata sul giudizio di una giuria selezionatrice composta da 55 musicisti, critici musicali ed esperti dell'industria discografica, con l'obiettivo di redigere un elenco contenente i maggiori artisti dell'era del rock & roll.
Come riportato dall'editore, gli artisti nella lista sono stati selezionati da "propri pari", mentre l'elenco mira a essere "un ampio sondaggio sulla storia del rock", andando da esponenti del rock and roll, del blues, dell'hip hop, sino alla musica pop contemporanea.
Tra gli artisti partecipanti all'edizione: Elton John, David Bowie, Bono, Elvis Costello, Janet Jackson, Lou Reed, Iggy Pop, Dave Grohl, Steven Van Zandt, Lindsey Buckingham, Robbie Robertson, Britney Spears, Ezra Koenig, Stevie Nicks e altri.

## Caratteristiche
In entrambe le versioni della lista (2005 e 2011), le prime tre posizioni sono occupate da: Beatles, Bob Dylan ed Elvis Presley.
Nel 2011 Rolling Stone ha pubblicato una versione aggiornata della lista, con cambi di posizione solo a partire dal ventisettesimo posto. La lista aggiornata comprende artisti non inclusi nella precedente versione (come Queen, Metallica, Pink Floyd, Talking Heads, R.E.M. e Jay-Z) mentre altri sono stati rimossi (come Etta James, Miles Davis, Roxy Music e N.W.A.).
La lista, dedicata alla "rock & roll era", include in modo quasi esclusivo musicisti statunitensi e britannici, con l'eccezione di: Lee "Scratch" Perry (Giamaica; presente solo nella prima versione della lista), Bob Marley (Giamaica), Joni Mitchell (Canada), Neil Young (Canada), U2 (Irlanda), AC/DC (Australia) e Carlos Santana (Messico). Tina Turner, che nel 2013 ha rinunciato alla nazionalità statunitense preferendo quella svizzera, era ancora cittadina degli Stati Uniti quando è stata inserita nella lista. La maggior parte degli artisti inclusi ha avuto i propri maggiori successi negli anni sessanta e settanta.

## La lista
La lista seguente è quella pubblicata nell'aggiornamento del 2011.
1. The Beatles
2. Bob Dylan
3. Elvis Presley
4. The Rolling Stones
5. Chuck Berry
6. Jimi Hendrix
7. James Brown
8. Little Richard
9. Aretha Franklin
10. Ray Charles
11. Bob Marley
12. The Beach Boys
13. Buddy Holly
14. Led Zeppelin
15. Stevie Wonder
16. Sam Cooke
17. Muddy Waters
18. Marvin Gaye
19. The Velvet Underground
20. Bo Diddley
21. Otis Redding
22. U2
23. Bruce Springsteen
24. Jerry Lee Lewis
25. Fats Domino
26. Ramones
27. Prince
28. The Clash
29. The Who
30. Nirvana
31. Johnny Cash
32. Smokey Robinson and The Miracles
33. The Everly Brothers
34. Neil Young
35. Michael Jackson
36. Madonna
37. Roy Orbison
38. John Lennon
39. David Bowie
40. Simon & Garfunkel
41. The Doors
42. Van Morrison
43. Sly & the Family Stone
44. Public Enemy
45. The Byrds
46. Janis Joplin
47. Patti Smith
48. Run DMC
49. Elton John
50. The Band
51. Pink Floyd
52. Queen
53. The Allman Brothers Band
54. Howlin' Wolf
55. Eric Clapton
56. Dr. Dre
57. Grateful Dead
58. Parliament-Funkadelic
59. Aerosmith
60. Sex Pistols
61. Metallica
62. Joni Mitchell
63. Tina Turner
64. Phil Spector
65. The Kinks
66. Al Green
67. Cream
68. The Temptations
69. Jackie Wilson
70. The Police
71. Frank Zappa
72. AC/DC
73. Radiohead
74. Hank Williams
75. Eagles
76. The Shirelles
77. Beastie Boys
78. The Stooges
79. Four Tops
80. Elvis Costello
81. The Drifters
82. Creedence Clearwater Revival
83. Eminem
84. James Taylor
85. Black Sabbath
86. Tupac Shakur
87. Gram Parsons
88. Jay-Z
89. The Yardbirds
90. Carlos Santana
91. Tom Petty
92. Guns N' Roses
93. Booker T. & the M.G.'s
94. Nine Inch Nails
95. Lynyrd Skynyrd
96. Diana Ross and the Supremes
97. R.E.M.
98. Curtis Mayfield
99. Carl Perkins
100. Talking Heads